# Karl zu Hohenlohe-Jagstberg
Karl Joseph Ernst Justin Fürst zu Hohenlohe-Jagstberg (* 12. Dezember 1766 in Bartenstein; † 6. Juli  1838 auf Schloss Haltenbergstetten) war ein deutscher Reichsfürst, Offizier und seit 1806 Standesherr des Königreichs Württemberg.

## Abstammung
Geboren wurde er als Sohn von Fürst Ludwig Carl Franz Leopold zu Hohenlohe-Waldenburg-Bartenstein (1731–1799) und von Josepha Friederike Polyxena Alexandrina Gräfin von Limburg-Stirum (1738–1798). Fürst Karl hatte noch einen älteren Bruder Ludwig Aloys sowie fünf Schwestern.

## Leben
Von 1773 bis 1774 war der junge Prinz bereits als Domherr in Köln und Straßburg verzeichnet. Zudem war er Stiftsherr in Ellwangen und von St. Gereon in Köln.
Ludwig zu Hohenlohe-Jagstberg diente als Offizier in verschiedenen Armeen, darunter der französischen, russischen und württembergischen Armee. Von 1792 bis 1801 war er Inhaber bzw. Kommandant des Regiments Hohenlohe in der Armee des Prinzen Condé. Sein militärischer Rang war zuletzt Generalleutnant.
Als sein Vater 1798 abdankte, erbte er den Fürstentitel der Linie  Hohenlohe-Waldenburg-Jagstberg. Als Ausgleich für die durch die Republik Frankreich annektierte Herrschaft Oberbronn im Elsass erhielt er das Amt Jagstberg und konnte noch bis 1806 als souveräner Fürst regieren. Seit 1806 war er als Standesherr im Königreich Württemberg mediatisiert. Mit dem Status eines mediatisierten Fürsten war seit 1820 auch ein Mandat in der Kammer der Standesherren der Landstände in Stuttgart verbunden. Zu den Sitzungen des Landtags erschien der Fürst jedoch nie persönlich.

## Ehe und Nachkommen
Fürst Karl war römisch-katholisch und seit dem 5. Juli 1796 mit Henriette Charlotte Herzogin von Württemberg (1767–1817) verheiratet. Sie war die jüngste Tochter des Herzogs Ludwig Eugen.  Aus dieser Ehe gingen fünf Kinder hervor:
- Marie Friederike Creszentia Sophie (1798–1848)
- Ludwig Fürst zu Hohenlohe-Jagstberg (1802–1850)
- Sophie Wilhelmine Karoline Franziska de Paula Walpurgis (1803–1820)
- Franziska Xaveria Walburga Henriette Caroline Constanze (1807–1873), seit 1825 verheiratet mit Anton Fürst Fugger von Babenhausen
- Charlotte Sophie Mathilde Franziska Xaveria Henriette (1808–1873), seit 1826 verheiratet mit Konstantin zu Salm-Reifferscheidt, Sohn des Fürsten Franz Wilhelm zu Salm-Reifferscheidt

Nach dem Tod seiner ersten Frau heiratete Fürst Karl am 9. Juli 1820 Maria Walburga Gräfin von Waldburg zu Zeil-Wurzach (1794–1823). Aus dieser Ehe stammen noch zwei Töchter, wobei den Tag der Geburt der zweiten Tochter weder die Mutter noch das Kind überlebten:
- Leopoldine Maria Walburga Clotilde (1821–1862)
- Sophie (*/† 9. Oktober 1823)